# Katsuaki Asai
Katsuaki Asai (jap. 浅井 勝昭, Asai Katsuaki; * 18. Februar 1942 in der Präfektur Tokio) ist ein japanischer Aikidōlehrer in Deutschland. Er hat den 8. Aikidō-Dan sowie den Titel eines Shihan, also eines Lehr- und Prüfungsbefugten, vom Aikikai Tokio. Er ist 1965 als Delegierter des Aikikai-Weltverbandes nach Deutschland gekommen, um Aikidō in Deutschland zu unterrichten und zu verbreiten.

## Leben
In der Nachbarschaft des Aikikai Honbu Dōjō in Tokyo aufgewachsen, begann Katsuaki Asai im Alter von 13 Jahren Aikidō zu trainieren. Mit 23 Jahren und zum 4. Dan graduiert kam Asai erstmals nach Deutschland. Zur Verbreitung des Aikidō wurde Katsuaki Asai 1965 von Kisshōmaru Ueshiba, Sohn des Aikidō-Gründers Ueshiba Morihei und damals Leiter des Aikikai Honbu Dōjō, nach Westdeutschland gesandt. Sein erstes Ziel war Münster. 1967 gründete Katsuaki Asai den Aikikai Deutschland – Fachverband für Aikido e. V. (Mitglied der International Aikido Federation (IAF), European Aikido Federation (EAF), vom Aikikai Honbu Dōjō Tōkyō/Japan anerkannter Fachverband) und eröffnete 1972 sein erstes eigenes Dōjō in Düsseldorf. Er ist Beauftragter der Aikikai-Stiftung (Zaidan hōjin aikikai) für Deutschland. 55-jährig erhielt er Anfang 1997 den 8. Dan des Aikikai.
Zu seinen Einflüssen als Aikidoka zählen neben O Sensei dessen Sohn Kisshōmaru Ueshiba, seine Sempai Hiroshi Tada und Yasuo Kobayashi, und seinen langjährigen Aikidō-Kollegen Masamichi Noro. Asais Aikidō-Stil zeichnet sich durch weiträumige Bewegungen und präzise Formen aus.
Als Bundestrainer des Aikikai Deutschland e. V. reist Asai an Wochenenden durch Deutschland und Europa, um Aikidō auf regionalen Lehrgängen zu unterrichten.